# Damaris Hayman
Damaris Hayman (Kensington, Londres, 16 de junio de 1929–Londres, 3 de junio de 2021) fue una actriz británica de cine, teatro y televisión, reconocida principalmente por su participación en la serie Doctor Who.

## Biografía
Hayman nació en el barrio de Kensington, en Londres. Tras graduarse del Cheltenham Ladies' College, empezó a trabajar en teatro a mediados de la década de 1950. En los años siguientes registró apariciones en seriados de la televisión británica como Doctor Who, Steptoe and Son y The Young Ones, y en películas como West 11, Smokescreen, Confessions of a Driving Instructor, The Pink Panther Strikes Again y Full Circle.
Falleció el 3 de junio de 2021 en Londres a los 91 años.

## Filmografía destacada

### Cine y televisión
- The Belles of St. Trinian's (1954)
- Greyfriars Bobby: The True Story of a Dog (1961)
- Only Two Can Play (1962)
- West 11 (1963)
- Bitter Harvest (1963)
- Smokescreen (1964)
- Bunny Lake Is Missing (1965)
- Steptoe and Son (1965)
- Doctor Who: The Dæmons (1971)
- The Magnificent Six and 1/2: The Ski Wheelers (1971)
- Mutiny on the Buses (1972)
- Anoop and the Elephant (1972)
- Love Thy Neighbour (1973)
- Paganini Strikes Again (1973)
- Man About the House (1974)
- Confessions of a Driving Instructor (1976)
- The Pink Panther Strikes Again (1976)
- Full Circle (1977)
- The Missionary (1982)
- One Foot in the Grave (1992)
- If You See God, Tell Him (1993)